# Gurktalbahn
| Streckenlänge: | 28,849 km               |                                                |             |
| Spurweite: | 760 mm (Bosnische Spur) |                                                |             |
| |                         |                                                |             |
| \| \| 0,0 \| Treibach-Althofen Übergang von der Rudolfsbahn \| 615 m ü. A. \| \| \| 1,600 \| Hohenholz \| Hohenholz \| \| \| 3,259 \| Pöckstein-Zwischenwässern \| 595 m ü. A. \| \| \| 5,290 \| Hacklwirt Strecke abgebaut \| 603 m ü. A. \| \| \| 6,632 \| Drahtzug \| 608 m ü. A. \| \| \| 8,295 \| Gundersdorf \| 619 m ü. A. \| \| \| 9,802 \| Mellach \| 621 m ü. A. \| \| \| 12,673 \| Straßburg \| 637 m ü. A. \| \| \| 16,987 \| Gurk \| 661 m ü. A. \| \| \| 18,645 \| Draschelbach \| 670 m ü. A. \| \| \| 20,145 \| Prosegger \| 675 m ü. A. \| \| \| 21,367 \| Zweinitz \| 678 m ü. A. \| \| \| 25,555 \| Weitensfeld \| 700 m ü. A. \| \| \| 27,612 \| Altenmarkt \| 717 m ü. A. \| \| \| 28,849 \| Kleinglödnitz \| 724 m ü. A. \| |                         |                                                |             |
| Kopfbahnhof Streckenanfang | 0,0                     | Treibach-Althofen Übergang von der Rudolfsbahn | 615 m ü. A. |
| Haltepunkt / Haltestelle | 1,600                   | Hohenholz                                      | Hohenholz   |
| Kopfbahnhof Strecke ab hier außer Betrieb | 3,259                   | Pöckstein-Zwischenwässern                      | 595 m ü. A. |
| Haltepunkt / Haltestelle (Strecke außer Betrieb) | 5,290                   | Hacklwirt Strecke abgebaut                     | 603 m ü. A. |
| Haltepunkt / Haltestelle (Strecke außer Betrieb) | 6,632                   | Drahtzug                                       | 608 m ü. A. |
| Haltepunkt / Haltestelle (Strecke außer Betrieb) | 8,295                   | Gundersdorf                                    | 619 m ü. A. |
| Haltepunkt / Haltestelle (Strecke außer Betrieb) | 9,802                   | Mellach                                        | 621 m ü. A. |
| Haltepunkt / Haltestelle (Strecke außer Betrieb) | 12,673                  | Straßburg                                      | 637 m ü. A. |
| Haltepunkt / Haltestelle (Strecke außer Betrieb) | 16,987                  | Gurk                                           | 661 m ü. A. |
| Haltepunkt / Haltestelle (Strecke außer Betrieb) | 18,645                  | Draschelbach                                   | 670 m ü. A. |
| Haltepunkt / Haltestelle (Strecke außer Betrieb) | 20,145                  | Prosegger                                      | 675 m ü. A. |
| Haltepunkt / Haltestelle (Strecke außer Betrieb) | 21,367                  | Zweinitz                                       | 678 m ü. A. |
| Haltepunkt / Haltestelle (Strecke außer Betrieb) | 25,555                  | Weitensfeld                                    | 700 m ü. A. |
| Haltepunkt / Haltestelle (Strecke außer Betrieb) | 27,612                  | Altenmarkt                                     | 717 m ü. A. |
| Kopfbahnhof Streckenende (Strecke außer Betrieb) | 28,849                  | Kleinglödnitz                                  | 724 m ü. A. |

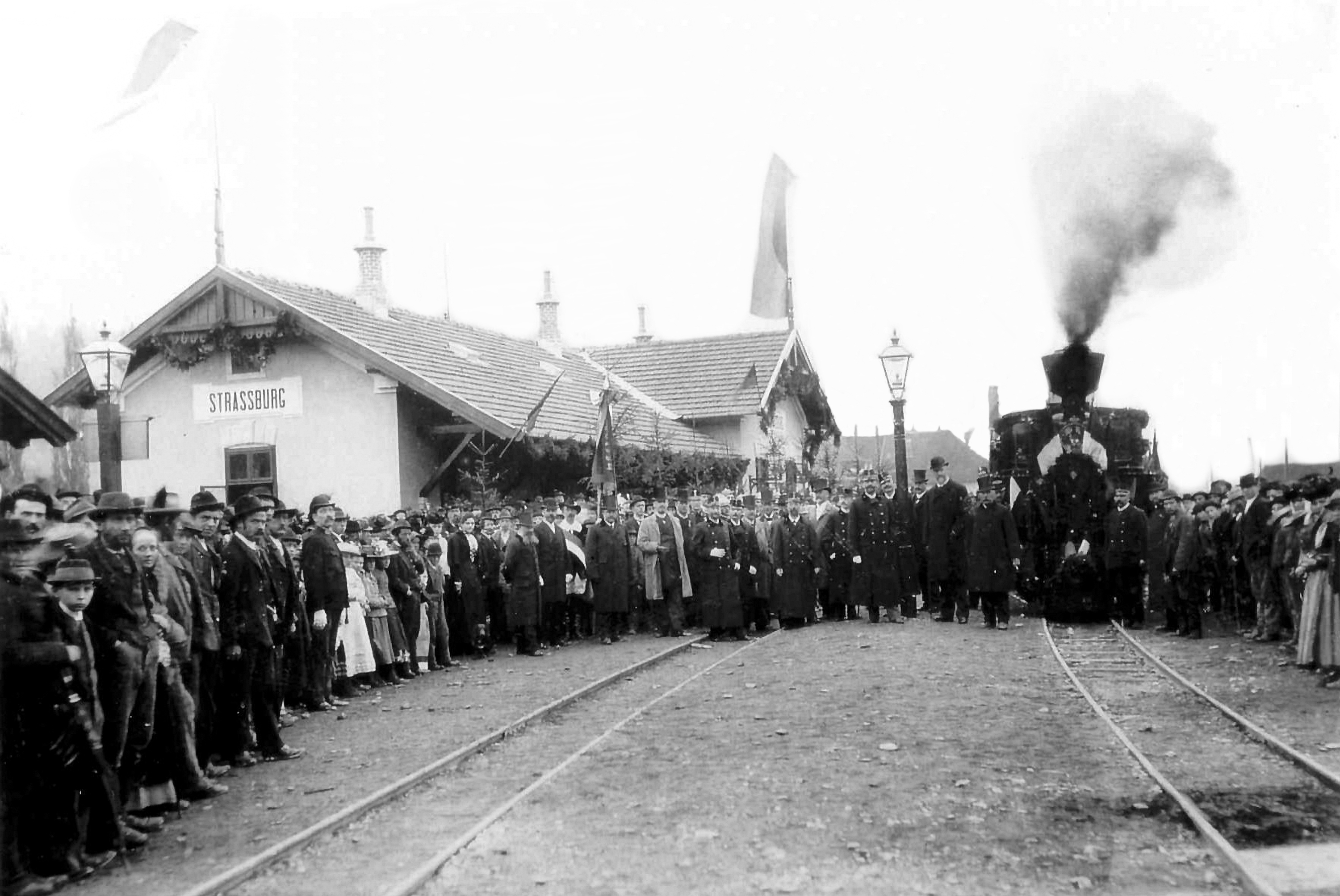
Eröffnung der Gurktalbahn

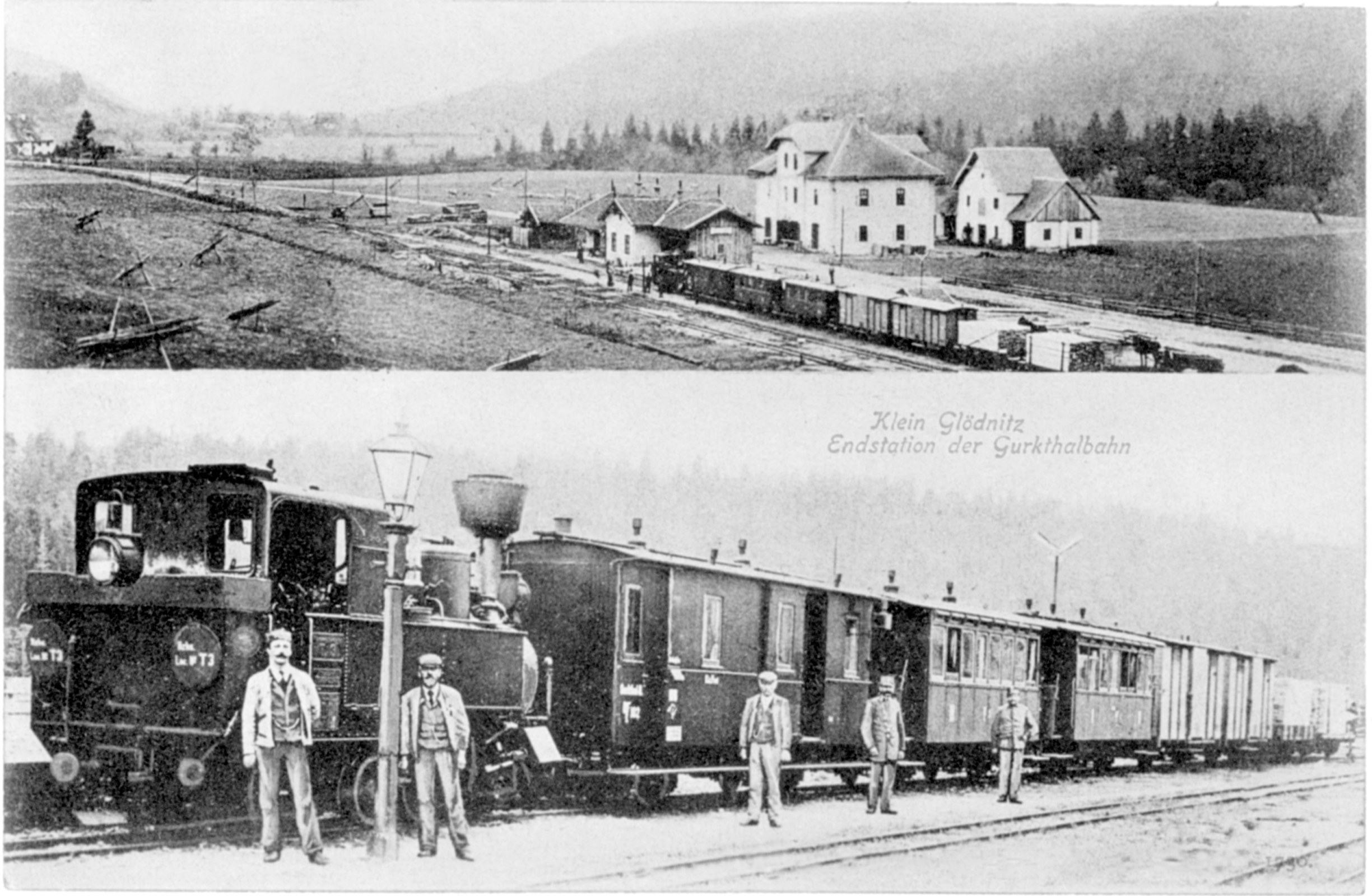
Postkarte von 1900 mit Bahnhof Klein Glödnitz und einem Zug mit Lok T.3

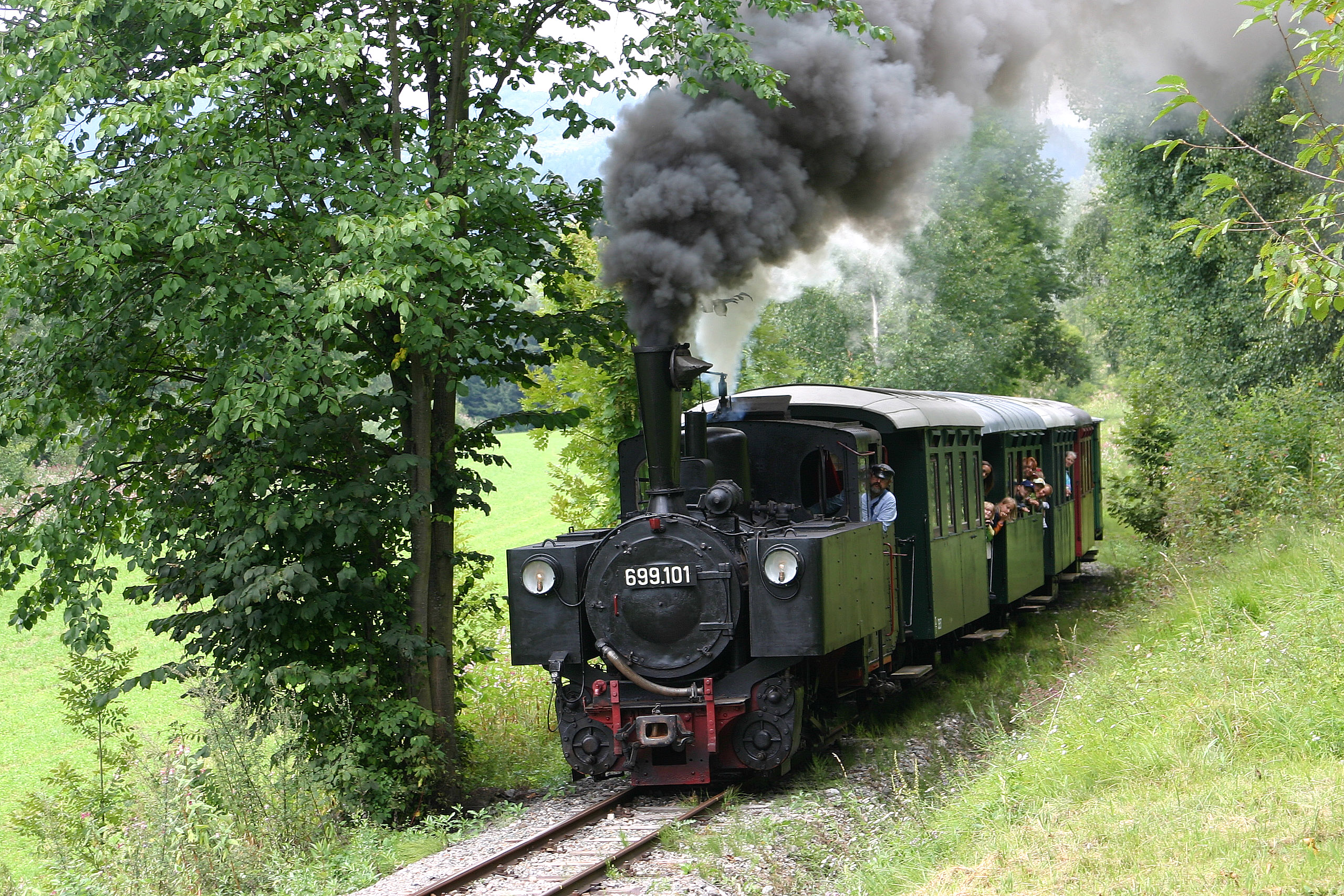
Scheinanfahrt an der Haltestelle Hohenholz

Die Gurktalbahn war eine Schmalspurbahn in Kärnten, die seit 1974 nur noch auf einer Teilstrecke als Museumsbahn befahren wird. Sie verlief von Treibach-Althofen durch das Gurktal über Straßburg-Stadt nach Kleinglödnitz.

## Geschichte
Die Gurktalbahn wurde Ende des 19. Jahrhunderts, als die wichtigsten Eisenbahnverbindungen in Österreich bereits gebaut waren, als Nebenstrecke der Südbahn konzipiert. Eine Normalspurstrecke erwies sich als nicht finanzierbar, so dass man auf die Bauweise mit 760 mm schmaler Spurweite auswich. Eine Trassenrevision wurde am 26. und 27. Juni 1894 vorgenommen und die Planungen waren 1896 abgeschlossen. Mit dem Bau wurde die Firma „Stern & Hafferl“ beauftragt, die die Arbeiten im Dezember 1897 aufnahm. Als Betreibergesellschaft wurde am 10. Mai 1898 eine „Gurktalbahn AG“ mit Sitz in Wien gegründet.
Am 9. Oktober 1898 wurde die Gurktalbahn eingeweiht, am Tag darauf begann der planmäßige Schienenverkehr. Zum Einsatz kamen anfangs drei von der Lokomotivfabrik Krauss & Comp. Linz gebaute Tenderlokomotiven der Reihe T. Die Strecke zweigte in Treibach-Althofen von der Südbahn ab und führte entlang der Gurk über Straßburg-Stadt nach Kleinglödnitz.
Die Strecke wurde zum 1. Jänner 1932 verstaatlicht und von da an durch die BBÖ betrieben. Im Zuge der zunehmenden Motorisierung der Bevölkerung sanken Mitte der 1950er Jahre die Einnahmen, in den 1960ern wurde eine Einstellung der Gurktalbahn erstmals in Erwägung gezogen. Am 5. Juni 1968 kam es zu einer Entgleisung infolge einer Unterspülung des Gleiskörpers. Das österreichische Verkehrsministerium kam daraufhin dem Antrag der ÖBB auf Stilllegung der Strecke durch einen am 26. November 1968 gefassten Beschluss teilweise nach. Der Personenverkehr wurde komplett eingestellt, die Gleise ab Gurk abgetragen. Zwischen Treibach und Straßburg wurde auf Wunsch eines Kunden ein bedarfsweiser Güterverkehr aufrechterhalten. Per 14. Februar 1972 wurde auch dieser Verkehr mangels Kostendeckung endgültig aufgegeben. Noch im selben Jahr wurde mit dem Abtragen der Bahn begonnen.
Der gut 3 Kilometer lange Abschnitt zwischen Treibach-Althofen und Pöckstein-Zwischenwässern blieb erhalten. Hier fährt seit dem 1. Juni 1974 eine ursprünglich durch den „Verein der Kärntner Eisenbahnfreunde“ betriebene Museumsbahn. Der Verein wurde bereits am 4. April 1969 gegründet und hatte sich ursprünglich um eine museale Erhaltung der Gurktalbahn bis Gurk bemüht. Die Gurktalbahn war die erste Museumsbahn in Österreich und wird in den Sommermonaten befahren. Der aktuelle Betreiber ist der Verein Gurkthalbahn – Kärntner Museumsbahn seit 1974.